# Villa di Briano
Villa di Briano – miejscowość i gmina we Włoszech, w regionie Kampania, w prowincji Caserta.
Według danych na rok 2004 gminę zamieszkiwały 5664 osoby, 708 os./km².